# Leucopogon unilateralis
Leucopogon unilateralis är en ljungväxtart som beskrevs av Stschegl. Leucopogon unilateralis ingår i släktet Leucopogon och familjen ljungväxter. Inga underarter finns listade i Catalogue of Life.